# 粗齿鳞毛蕨
粗齿鳞毛蕨（学名：Dryopteris juxtaposita）为鳞毛蕨科鳞毛蕨属下的一个种。